# Pawieł Rybak
Pawieł Alaksandrawicz Rybak (biał. Павел Аляксандравіч Рыбак, ur. 11 września 1983 w Grodnie) – białoruski piłkarz grający na pozycji obrońcy w Szachciorze Soligorsk.

## Kariera klubowa
Karierę rozpoczął w 2001 w Tarpedzie Mińsk. W 2002 i na początku 2003 był zawodnikiem Lokomotiwu Mińsk. W 2003 grał na wypożyczeniu w FK Lida. W 2004 reprezentował FK Smorgonie, do którego także był wypożyczony. W 2005 wrócił do Lokomotiwu, którą opuścił w 2006. W 2007 przeszedł do FK Homel. Z tego klubu odszedł w 2008, a w 2009 trafił do FK Mińsk, w którym grał do 2010. W 2011 został zawodnikiem Niomana Grodno. W grudniu 2014 podpisał kontrakt z Szachciorem Soligorsk.

## Osiągnięcia
- Wicemistrz Białorusi rezerw (2001)
- Puchar Białorusi (2003)
- Wicemistrz Białorusi (2007)
- 3. miejsce w lidze białoruskiej (2002, 2004, 2010)